# Nadya Ochner
Nadya Ochner (Merano, 14 marzo 1993) è un'ex snowboarder italiana.

## Biografia
Fa parte dal 2012 del corpo della Polizia di Stato e delle Fiamme Oro, sezione di Moena. Ha esordito alla Coppa del Mondo di snowboard nel 2010.
Ha ottenuto la sua prima e unica vittoria nello slalom gigante parallelo di Carezza del 13 dicembre 2018. Ai mondiali del 2023 a Bakuriani, in Georgia, ha conquistato la medaglia d'oro nello slalom parallelo a squadre in coppia con Aaron March.
Ha annunciato il suo ritiro nel dicembre 2023, la sua ultima gara è stato lo slalom gigante parallelo di Carezza al Lago tenutosi il 14 dello stesso mese e chiuso dalla Ochner al 7º posto.

## Palmarès

### Mondiali
- 1 medaglia:
  - 1 oro (slalom parallelo a squadre a Bakuriani 2023)

### Mondiali juniores
- 1 medaglia:
  - 1 bronzo (gigante parallelo a Erzurum 2013)

### Coppa del Mondo
- Miglior piazzamento nella Coppa del Mondo di parallelo: 5ª nel 2019
- Miglior piazzamento nella Coppa del Mondo di slalom parallelo: 6ª nel 2017
- Miglior piazzamento nella Coppa del Mondo di slalom gigante parallelo: 4ª nel 2019
- 7 podi (5 individuali, 2 in squadra mista)
  - 2 vittorie (1 individuale e 1 in squadra mista)
  - 2 secondi posti (1 individuale e 1 in squadra mista)
  - 2 terzi posti (individuale)

#### Coppa del Mondo - vittorie
| Data             | Luogo      | Paese    | Disciplina |
| ---------------- | ---------- | -------- | ---------- |
| 18 marzo 2018    | Winterberg | Germania | PSL M/F    |
| 13 dicembre 2018 | Carezza    | Italia   | PGS        |

Legenda:

PGS = Slalom gigante parallelo

PSL M/F = Slalom parallelo misto